# Joseph-Henri Blanchard
Pour les articles homonymes, voir Blanchard.
Joseph-Henri Blanchard (1881-1968) est un professeur et un historien canadien.

## Biographie
Joseph-Henri Blanchard naît en 1881 à Rustico, à l'Île-du-Prince-Édouard. Il est enseignant durant neuf ans à partir de 1898. Il s'inscrit ensuite au Collège St. Dunstan, à Charlottetown, où il obtient en 1911 un baccalauréat en arts. L'année suivante, il devient professeur de français au Collège Prince de Galles, aussi à Charlottetown, où il est également vice-principal de 1937 à 1948,. 
L’Académie française lui décerne le prix de la langue-française en 1938.
Il meurt en 1968.
Il s'implique dans la communauté acadienne de l'Île et préside l'Association des instituteurs acadiens de l'Île-du-Prince-Édouard, est président-fondateur de la Société Saint-Thomas d'Aquin, président de la Caisse populaire de Charlottetown, secrétaire de l'Association acadienne d'éducation et président de la Société nationale des Acadiens.
Joseph-Henri Blanchard écrit dans ces temps libres et on lui doit quelques ouvrages sur l'histoire des Acadiens de l'Île et plus de quarante monographies paroissiales.